# 松本治一郎
松本治一郎（1887年6月18日—1966年11月22日），日本参议院前副议长、日中友好协会前会长、世界和平理事会前理事。福冈县人。

## 生平
1907年6月20岁时到中国，以卖香烟、药品和向报社投稿等维持生活。1910年回日本在其兄经营的土木建筑行任职。1916年开始从事解放“特殊部落”（所谓部落民）的运动。1922年参加创立“全国水平社”。1923年5月当选九州水平社委员长。1924年任全国水平社中央执行委员会委员长，其问在1924年及1926年两次被捕，1931年出狱后继续领导“水平运动”。
1936—1942年3次当选众议员。1942年受聘为法西斯组织“大和报国运动本部”的理事。1945年参加创立日本社会党，任中央执行委员长。1946年2月部落解放全国委员会成立后，当选为该组织中央执行委员长。1947年当选参议员，并当选战后第一届国会参议院副议长。1949年被整肃，1951年解除整肃后重返政界。
1952年任左派社会党顾问。1953—1965年3次当选参议员。1955年部落解放全国委员会改称为部落解放同盟后，他继续领导该同盟的工作。他是亚洲及太平洋区域和平联络委员会副主席。1954年任世界和平理事会理事。1953年首次访问中国，后多次来访。

## 著作
著有《部落解放三十年》。